# 비포 스톤월
비포 스톤월(Before Stonewall)은 미국에서 제작된 그레타 쉴러, 로버트 로젠버그 감독의 1984년 다큐멘터리 영화이다.

## 출연
- 앨런 긴즈버그
- 해리 헤이